# A távoli Föld dalai
A távoli Föld dalai (The Songs of Distant Earth) Arthur C. Clarke egyik nagy sikerű, 1986-os sci-fi regénye. Clark azonos címmel írt elbeszélést és filmszinopszist is. Ez a szócikk a regényről szól.

## Cselekmény
|  | Alább a cselekmény részletei következnek! |

A távoli Thalassa bolygón a halászó emberek egy üstökösre figyelnek fel. Miután a városban a tudósok jobban megvizsgálják a jelenséget, rájönnek, hogy egy űrhajó. Találgatások után arra következtetnek, hogy az űrhajó egy ősi földi magvető űrhajó.
Réges-régen a Földön tudósok megdöbbenve figyeltek fel rá, hogy a Nap rövidesen szupernovává fog alakulni. Szerencsére a rövid idő nem emberi, inkább csillagászati mércével mérve volt rövid. Így az emberiségnek lehetősége adódott arra, hogy felkészülhessen az eseményre és megfelelő tervet dolgozzon ki. Az emberi faj megmentésére csak egy lehetőség kínálkozott: mivel a legközelebbi csillag is több ezer év távolságra volt, élő ember nem hagyhatta el a Földet. Lefagyasztott embrió azonban igen! A terv szerint több száz űrhajó indult el a Földről, fedélzetén fagyasztott embriókkal és robotokkal. Miután az űrhajó célba ér, a robotok felnevelik az első embereket. Az első emberek pedig majd a következő generációkat.
A történet színhelyét, a Thalassát is egy ilyen űrhajó népesítette be. Azonban a technika fejlődésével egyre jobb és gyorsabb űrhajók készültek. Nem volt tehát kizárható, hogy egy később indított űrhajó leelőz egy korábban indítottat. Így egy bolygóra több időpontban is érkezhetett ilyen „magvető” űrhajó.
Ez az űrhajó azonban más volt. Nem embriók, hanem élő emberek utaztak rajta. A Föld utolsó űrhajója volt. Az utazás során azonban elkopott a hajót védő jégréteg. Csak vízért álltak meg, amiből újra jég védőpajzsot készítenének, hogy folytathassák útjukat a céljuk felé. Az elgyötört űrhajósok közül néhánynak azonban esze ágában sem volt további fényéveket utazni, ha már itt is otthonra találhatnak. Az űrhajósok és a lakosok közt emiatt feszültség alakul ki. Vajon meg tudnak egyezni? Eléri-e az űrhajó a célját? Vagy a legénység zendülése miatt a küldetés megszakad?
|  | Itt a vége a cselekmény részletezésének! |

## Magyarul
- A távoli Föld dalai; ford. Bulath Éva; Rege, Bp., 1990